# Репище (Червенський район)
Репище (біл. вёска Рэпіща) — село в складі Червенського району Мінської області, Білорусь. Село підпорядковане Колодезькій сільській раді, розташоване в центральній частині області.